# Seymour Cray
Seymour Roger Cray (* 28. September 1925 in Chippewa Falls, Wisconsin, USA; † 5. Oktober 1996 in Colorado Springs, Colorado, USA) war Pionier und erster erfolgreicher Architekt für Supercomputer. Er gründete 1972 Cray Research, das erste erfolgreiche Unternehmen zum Vertrieb von Supercomputern.

## Ausbildung
Nach dem High-School-Abschluss im Jahre 1943 wurde er während des Zweiten Weltkriegs zum Militär eingezogen. Nach seiner Rückkehr studierte er an der University of Minnesota bis 1950 Elektrotechnik. Mit dem Bachelor of Science und dem im nächsten Jahr verliehenen Master of Applied Mathematics beendete er seine Ausbildung.

## Beruflicher Werdegang

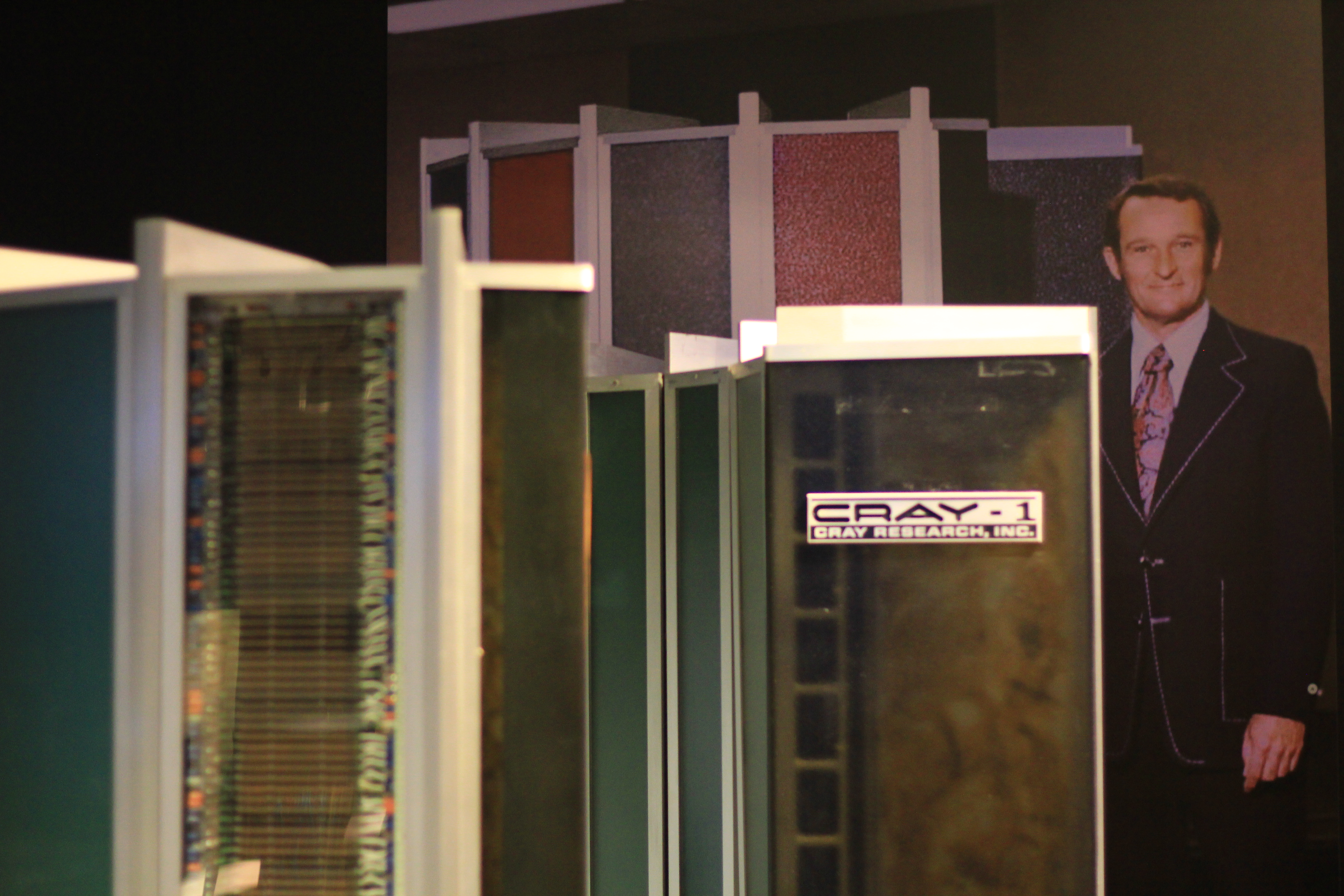
Seymour Cray

Ab 1950 arbeitete Cray bei der Engineering Research Associates (ERA) in Saint Paul, Minnesota. Mit seiner Arbeit am ERA 1103, seinem ersten kommerziell erfolgreichen wissenschaftlichen Computer, errang er schnell den Ruf eines angesehenen Computerkonstrukteurs.
Mit dem Aufkauf der ERA durch Remington Rand und die Sperry Corporation Mitte der 1950er Jahre verschob sich das Geschäftsfeld der ERA hin zu kommerziell attraktiveren Computern. Dies veranlasste Cray, nach Abschluss eines wichtigen Projekts für die US Navy zur Firma Control Data Corporation (CDC) zu wechseln, die William C. Norris und andere seiner Kollegen aus der Zeit bei ERA bereits ein Jahr früher gegründet hatte. Cray war der erste technische Fachmann in dieser Firma und konnte bereits 1960 den Entwurf für den CDC 1604 fertigstellen, der eine verbesserte und kostengünstige Version der ERA 1103 war. Mit dem CDC 6600 erreichte Cray trotz durchschnittlicher Hardware aufgrund des herausragenden Entwurfs eine Performance, die alles am Markt Verfügbare in den Schatten stellte. Den Versuch von IBM, mit einem eigenen Supercomputer eine ähnliche Performance zu erreichen, konterte Cray mit der Entwicklung des CDC 7600, mit dem die Performance erneut um den Faktor 5 anstieg. 
Die enormen Kosten der Entwicklung des CDC 6600 und CDC 7600 hatten die Firma CDC nahe an den Bankrott geführt, obwohl beide Maschinen nach der Fertigstellung große Erfolge wurden. Das Risiko bei der Entwicklung des CDC 8600 war Bill Norris zu groß, insbesondere da er mit dem CDC STAR-100 ein weiteres sehr erfolgversprechendes Projekt am Laufen hatte. Dies führte 1972 zu der einvernehmlichen Trennung von Cray und der Control Data Corporation und in der Folge zur Gründung der Cray Research, an der sich Bill Norris im Gegenzug mit 300.000 $ beteiligte.
1976 präsentierte Seymour Cray seine berühmt gewordene Cray-1, das erste Produkt seiner neuen Firma. Er verkaufte das erste Exemplar für 8,8 Millionen Dollar an das Los Alamos National Laboratory. Cray war zu der Zeit entschiedener Gegner der Mehrprozessortechnik. Dies führte dazu, dass der Cray-2 gegenüber dem gleichzeitig von anderen Teams entwickelten 4-Prozessor-Rechner Cray X-MP nur geringfügig schneller war. Dieser Performance-Vorteil basierte zudem nur auf besserer Hardware. 1980 gab Cray mit dem Start des Cray-3-Projekts seine Position als CEO von Cray Research auf, um sich voll der Entwicklung dieses Rechners zu widmen.
Neun Jahre später stand Cray mit der Cray-3 vor dem gleichen Problem wie mit dem CDC 8600. Die Weiterentwicklung des Cray X-MP schien beim begrenzten Budget der Cray Research das erfolgreichere Projekt zu sein und wurde vom Management als bessere Lösung bevorzugt.
Cray entschied sich deshalb erneut, den Arbeitgeber zu wechseln und gründete ein neues Labor unter dem Namen Cray Computer Corporation in Colorado Springs, Colorado. Die 500 MHz Cray-3 war Crays erster kommerzieller Fehlschlag. Während der Arbeit an der 1 GHz Cray-4 verlor seine Firma immer mehr an Substanz und musste 1995 Konkurs anmelden. Cray gründete in der Folge das Unternehmen SRC Computers.
1968 erhielt er den W. Wallace McDowell Award und 1989 den Eckert-Mauchly Award.
Ihm zu Ehren vergibt die IEEE Computer Society den Seymour Cray Computer Engineering Award.
Im Jahr 2018 wurde er in die Hall of Honor („Ehrenhalle“) der National Security Agency (NSA) aufgenommen.

## Tod
Cray starb an Verletzungen infolge eines Autounfalls am 5. Oktober 1996 im Alter von 71 Jahren.